# همپدن (ماساچوست)
همپدن، ماساچوست
همپدن(به انگلیسی: Hampden) شهرکی در شهرستان همپدن ایالت ماساچوست می‌باشد که در سال ۱۸۷۸ بنیان‌گذاری شده‌است. این شهرک در سرشماری سال ۲۰۱۰ میلادی، ۵٬۱۳۹ نفر جمعیت داشته‌است.